# Cantó de Vic de Sòs
El cantó de Vic de Sòs (nom occità, en francès Vicdessos) és un cantó francès del departament de l'Arieja, a la regió d'Occitània. Està enquadrat al districte de Foix, té 10 municipis i el cap cantonal és Vic de Sòs.

## Municipis
- Ausat
- Gestièrs
- Golièr
- Ilièr e la Ramada
- Lercol
- Orús
- Sem
- Siguèr
- Suc e Sentenac
- Vic de Sòs